# Estación Periférico Belenes
Periférico Belenes es la décimo-séptima estación de la Línea 3 del Tren Ligero de Guadalajara en sentido sur-oriente a nor-poniente, y la segunda en sentido opuesto.
Esta estación se ubica sobre el cruce de Av. Juan Pablo II de Zapopan (antes Av. Laureles) con el Anillo Periférico que circunda la Zona Metropolitana de Guadalajara. Las obras de construcción de esta estación requirieron el cierre total al tráfico vehicular durante 13 fines de semana. Anteriormente, se planeaba que esta estación se ubicara más adelante de lo que se encuentra en sentido a Zapopan Centro, pero por la planeación del Peribús (renombrado como Mi Macro Periférico), se decidió construir cerca del Periférico y de ahí toma su nombre.
La trabe colocada sobre el Anillo Periférico Norponiente es una de las más grandes del Viaducto 1; por las dimensiones y peso de las trabes entre las estaciones Arcos de Zapopan y Periférico Belenes, fue necesario hacer un cierre total de la vialidad el lunes 20 de marzo de 2017 para maniobrar con dos grúas de 250 toneladas y una de poco más de 500 toneladas a fin de colocar dichas trabes de 200 y 166 toneladas respectivamente.
Su logotipo es una imagen estilizada de la fachada de la "Biblioteca Pública del Estado de Jalisco Juan José Arreola".
Actualmente tiene conexión con Mi Macro Periférico.

## Puntos de Interés
- Sistema DIF Zapopan
- Parque Industrial Belenes
- Centro Comercial Gran Terraza Belenes

## Galería

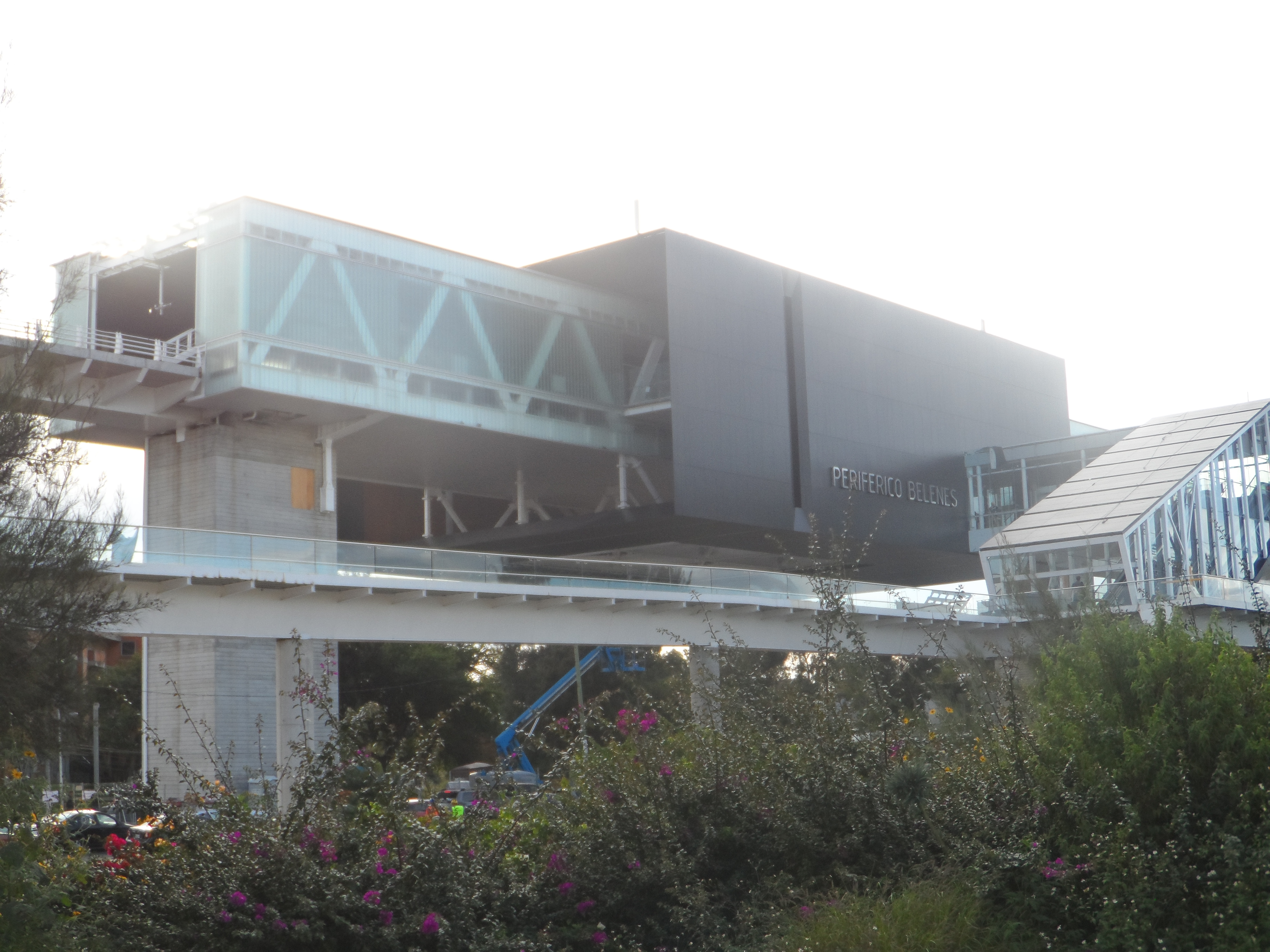
Vista externa de la estación Periférico Belenes.
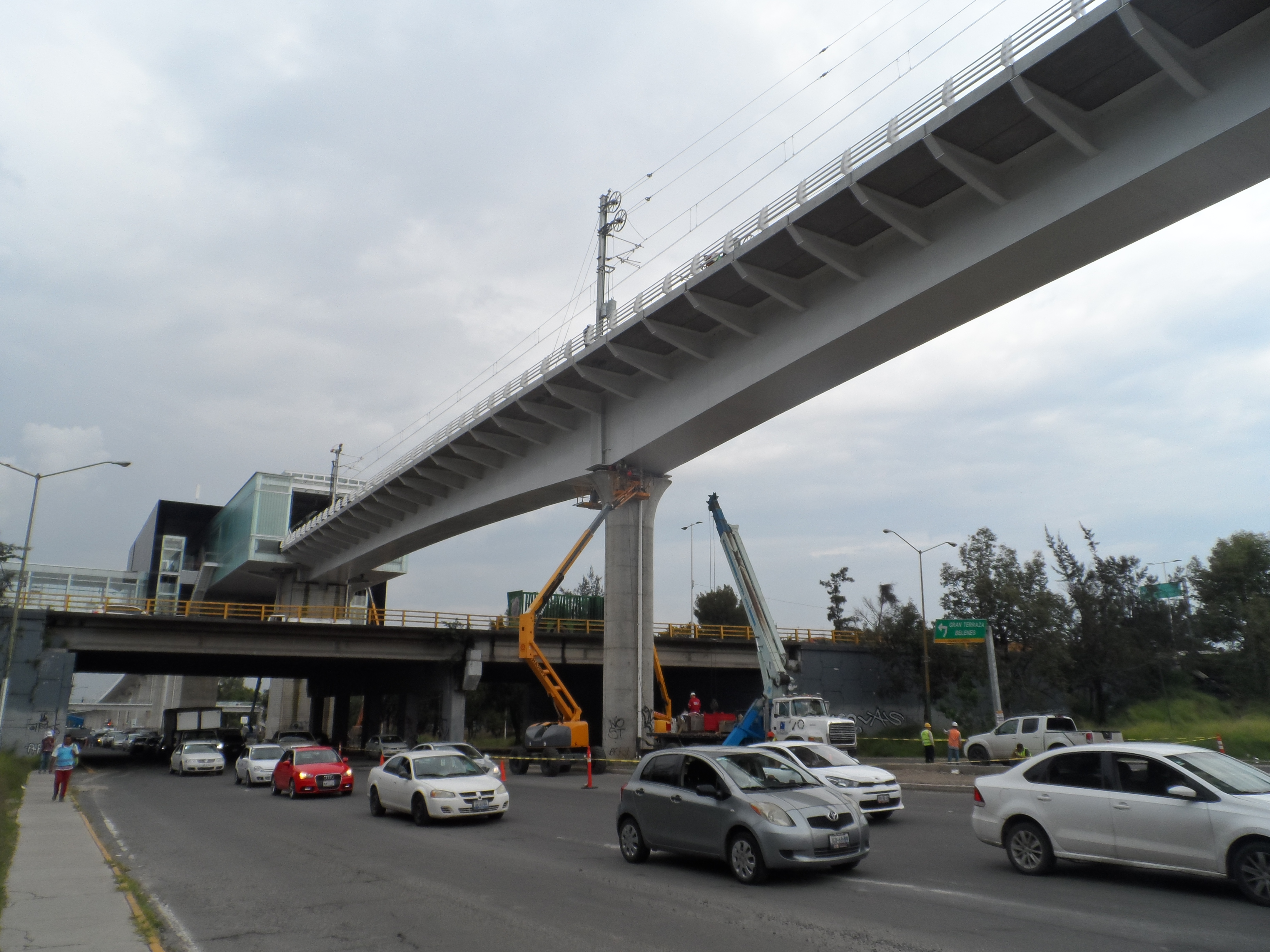
Viaducto 1 de la Línea 3 sobre el Anillo Periférico Norponiente, a unos metros de la estación Periférico Belenes.

## Rutas de transporte
- Estación Periférico Belenes (Mi Macro Periférico)